# Андріївська сільська рада (Городнянський район)
Андрі́ївська сільська́ ра́да — адміністративно-територіальна одиниця та орган місцевого самоврядування в Городнянському районі Чернігівської області. Адміністративний центр — село Андріївка.

## Загальні відомості
Андріївська сільська рада утворена у 1953 році.
- Територія ради: 70,702 км²
- Населення ради: 825 осіб (станом на 2001 рік)

## Населені пункти
Сільській раді були підпорядковані населені пункти:
- с. Андріївка
- с. Автуничі
- с. Старосілля

### Колишні населені пункти
- с. Ломоносове, 2005 року зняте з обліку
- с. Зоряне, 1992 року зняте з обліку

## Склад ради
Рада складалася з 12 депутатів та голови.
- Голова ради: Марченко Олександр Іванович
- Секретар ради: Горицька Лариса Леонідівна

### Керівний склад попередніх скликань
| Прізвище, ім'я, по батькові | Основні відомості                                                               | Дата обрання | Дата звільнення |
| --------------------------- | ------------------------------------------------------------------------------- | ------------ | --------------- |
| Марченко Олександр Іванович | Сільський голова, 1954 року народження, освіта середня спеціальна, безпартійний | 26.03.2006   | 31.10.2010      |
| Марченко Олександр Іванович | Сільський голова, 1954 року народження, освіта середня спеціальна, безпартійний | 31.10.2010   |                 |

Примітка: таблиця складена за даними сайту Верховної Ради України

### Депутати
За результатами місцевих виборів 2010 року депутатами ради стали:

#### За суб'єктами висування
| Суб'єкт висування | Кількість обраних депутатів | %  |
| ----------------- | --------------------------- | -- |
| Партія регіонів   | 6                           | 50 |
| Самовисування     | 6                           | 50 |

#### За округами
| № округу        | Прізвище, ім'я, по батькові     | Дата визнання обраним | Освіта             | Партійна приналежність | Відомості про обраного депутата                |
| --------------- | ------------------------------- | --------------------- | ------------------ | ---------------------- | ---------------------------------------------- |
| Партія регіонів |                                 |                       |                    |                        |                                                |
| 4               | Страдомська Любов Валентинівна  | 15.11.2010            | середня            | член Партії регіонів   | пенсіонер                                      |
| 5               | Бондаренко Світлана Василівна   | 01.11.2010            | середня            | член Партії регіонів   | Андріївська сільська рада, бухгалтер           |
| 8               | Губська Світлана Михайлівна     | 01.11.2010            | середня            | член Партії регіонів   | фельдшерсько-акушерський пункт, молодша сестра |
| 9               | Авдійко Тетяна Іллівна          | 01.11.2010            | середня            | член Партії регіонів   | магазин с. Автуничі, завмаг                    |
| 10              | Пасюк Ольга Михайлівна          | 01.11.2010            | середня            | член Партії регіонів   | Сільський клуб, завідувачка                    |
| 12              | Новик Оксана Михайлівна         | 01.11.2010            | вища               | член Партії регіонів   | Старосільське ВЗ, начальник                    |
| Самовисування   |                                 |                       |                    |                        |                                                |
| 1               | Непопенко Микола Миколайович    | 01.11.2010            | середня            | позапартійний          | Щорське УГГ, слюсар                            |
| 2               | Горицька Лариса Леонідівна      | 01.11.2010            | вища               | позапартійна           | Андріївська сільська рада, секретар            |
| 3               | Верещако Світлана Володимирівна | 01.11.2010            | середня            | позапартійна           | магазин с. Андріївка, завмаг                   |
| 6               | Новик Олена Іванівна            | 01.11.2010            | вища               | позапартійна           | фельдшерсько-акушерський пункт, завідувачка    |
| 7               | Колешко Ганна Миколаївна        | 01.11.2010            | вища               | позапартійна           | АПК «Старосільське», економіст                 |
| 11              | Мельникова Галина Михайлівна    | 01.11.2010            | середня спеціальна | позапартійна           | фельдшерсько-акушерський пункт, завідувачка    |